# Woodburn (Oregon)
Woodburn – miasto w Stanach Zjednoczonych, w stanie Oregon, w hrabstwie Marion.